# Jean de Boyssières
Jean de Boyssières (* 1555 in Montferrand; † nach 1584) war ein französischer Dichter.

## Leben und Werk
Jean de Boyssières studierte Rechtswissenschaft in Italien und wurde Hofdichter von Philippe-Emmanuel de Lorraine. Er stand in Kontakt mit dem Historiker Gabriel Chappuys und widmete Gelegenheitsdichtungen der Königin Caterina de’ Medici, dem Herzog von Guise und dem Herzog von Anjou. Unter seinen Dichterkollegen nannte er Pierre de Ronsard, Rémy Belleau, Philippe Desportes, Pontus de Tyard, Jean-Antoine de Baïf und Clovis Hesteau de Nuysement. 1580 übersetzte er Ariost. Das von ihm geplante Epos über Vercingetorix kam nicht zustande.

## Werke (Auswahl)
- Les premières oeuvres amoureuses. A Monsieur, duc d’Anjou, fils de France. De Jean de Boyssières, ^Montferrandin. C. de Montreuil, Paris 1578.
- Les secondes oeuvres poétiques. Meslanges. Poupy, Paris 1578.
- Les Troisiemes oeuvres de Jean de Boyssières. L. Cloquemin, Lyon 1579.
- (Übersetzer) L’Arioste francoes de Jean de Boessières. Avec les argumans et allégories sur châcun chant. Premier volume. Chants I–XII. T. Ancelin, Lyon 1580.
- La croisade de Jean de Boissières, escuyer sieur de la Boissiere en Auvergne. A Monsieur Berterand, conseiller & advocat general du roy, en sa chambre des commptes à Paris. Pierre Sevestre, Paris 1584.